# Schloss Arnsdorf (Schlesien)

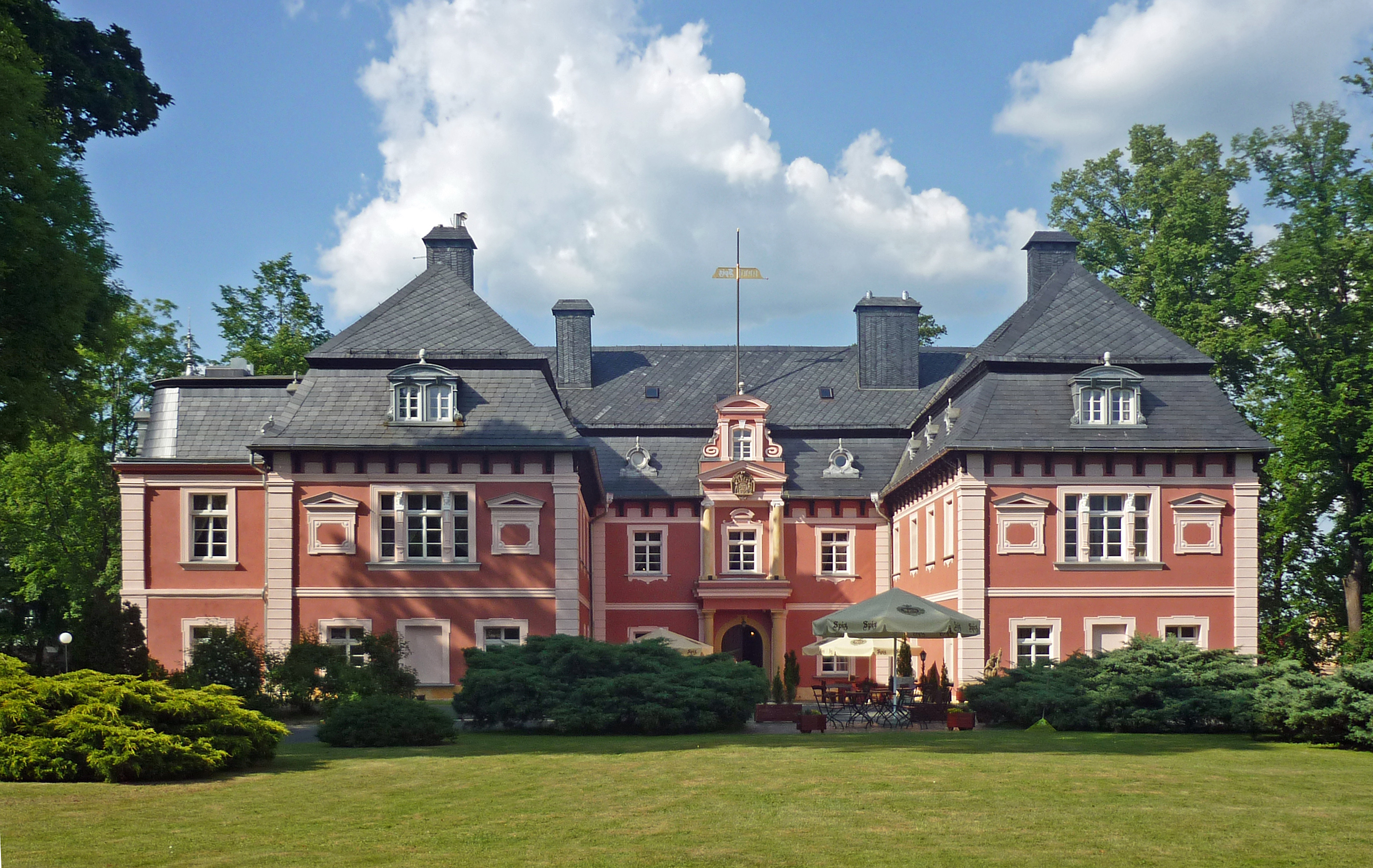
Schloss Arnsdorf

Schloss Arnsdorf (polnisch Zamek Milków) befindet sich in Miłkow im Powiat Karkonoski der Woiwodschaft Niederschlesien in Polen.

## Geschichte
Möglicherweise gab es hier schon vor 1355 einen Adelssitz, der vermutlich durch die Hussiten zerstört wurde. Graf Carl Heinrich von Zierotin ließ ab 1677 das heutige Schloss errichten. Der barocke Umbau geht auf Graf Johann Nepomuk zu Lodron-Laterano zurück. 1792 heiratete die Erbfrau der Herrschaft Arnsdorf, Therese Reichsgräfin Lodron-Laterno-Gmünd (1772–1836) den kgl. preuß. Justizrat und späteren Landesältesten des Kreises Hirschberg Bernhard Graf von Matuschka (1768–1820). Erbe wurde der Enkel Benno Graf von Matuschka (1827–1875).
Ende des 19. Jahrhunderts wurde das Schloss in Teilen neobarock umgebaut. Theodor Fontane hielt sich viele Sommer in Arnsdorf auf, das im Roman Die Poggenpuhls als Schloss Adamsdorf erscheint.
Bis 1930 blieb Arnsdorf der Stammsitz des Adelsgeschlechts Matuschka, letzter Graf war Theodor von Matuschka (1885–1930), verheiratet mit Ferdinande Reichsgrafin von Schmettau. Die Witwe und Erbin, dass Ehepaar Matuschka hatte keine Kinder, heiratete 1937 Theodor Freiherr von Fries-Tersch.. Der Gutsbesitz der Ferdinande Gräfin Matuschka betrug 1937 rund 635 ha, betitelt als Herrschaft Arnsdorf, bestehend aus den Rittergütern Arnsdorf und Steinseissen. In den 1940er Jahren lebte im Schloss der Bruder des vormaligen Besitzers, Bernhard Graf Matuschka, mit seiner Ehefrau Maria Gräfin Strachwitz von Groß Zauche und Camminetz.
Nach dem Übergang an Polen infolge des Zweiten Weltkriegs wurde das Schloss als Erholungsheim genutzt. 1978 wurde es durch den regionalen Verband für Landwirtschaftstechnik und Landwirtschaftsindustrie renoviert.

## Bauwerk
Das Schloss ist eine Dreiflügelanlage um einem kleinen Ehrenhof mit zwei Geschossen und Mansarddach.